# 8 Heures de Bahreïn 2023
Navigation
Édition précédente Édition suivante
Les 8 Heures de Bahreïn 2023 ont été la septième et dernière manche du Championnat du monde d'endurance FIA 2023 et la 12e édition de l'épreuve. Elles se sont déroulées le 4 novembre 2023 sur le Circuit international de Sakhir.

## Engagés
Dans la catégorie Hypercar, l'écurie autrichienne Floyd Vanwall Racing Team a remplacé le pilote brésilien João Paulo de Oliveira par le pilote australien Ryan Briscoe. Le pilote suisse Nico Müller a effectué son retour au volant de la Peugeot 9X8 après avoir manqué les 6 Heures de Fuji poour cause de blessure à la clavicule.
Dans la catégorie Hypercar, le pilote italien Mirko Bortolotti a effectué son retour au volant de l'Oreca 07 n°63 de l'écurie italienne Prema Racing et le pilote britannique Tom Blomqvist a effectué son retour au volant de l'Oreca 07 n°23 de l'écurie italienne United Autosports.
Dans la catégorie LMGTE Am, le pilote français Franck Dezoteux (de) a rejoint l'écurie italienne AF Corse afin de piloter la Ferrari 488 GTE Evo n°21. Le pilote français Esteban Masson a également l'écurie suisse Kessel Racing, en remplacement de du pilote japonais Ritomo Miyata, afin de piloter la Ferrari 488 GTE Evo n°57. A noter le retour du pilote brésilien Daniel Serra après avoir raté les deux manches précédentes.

## Essais libres
- Seule la voiture la plus rapide de chaque classe est affichée.

| Essai libre 1 | Classe   | N°  | Écurie              | Pilote             | Temps          |
| ------------- | -------- | --- | ------------------- | ------------------ | -------------- |
| Essai libre 1 | Hypercar | 7   | Toyota Gazoo Racing | Kamui Kobayashi    | 1 min 49 s 856 |
| Essai libre 1 | LMP2     | 22  | United Autosports   | Filipe Albuquerque | 1 min 54 s 100 |
| Essai libre 1 | LMGTE Am | 777 | D'Station Racing    | Tomonobu Fujii     | 1 min 59 s 516 |
| Essai libre 2 | Class    | N°  | Écurie              | Pilote             | Temps          |
| Essai libre 2 | Hypercar | 7   | Toyota Gazoo Racing | Kamui Kobayashi    | 1 min 46 s 851 |
| Essai libre 2 | LMP2     | 22  | United Autosports   | Filipe Albuquerque | 1 min 52 s 850 |
| Essai libre 2 | LMGTE Am | 57  | Kessel Racing       | Daniel Serra       | 1 min 58 s 246 |
| Essai libre 3 | Class    | N°  | Écurie              | Pilote             | Temps          |
| Essai libre 3 | Hypercar | 2   | Cadillac Racing     | Alex Lynn          | 1 min 49 s 512 |
| Essai libre 3 | LMP2     | 23  | United Autosports   | Tom Blomqvist      | 1 min 53 s 661 |
| Essai libre 3 | LMGTE Am | 56  | Project 1 - AO      | Matteo Cairoli     | 1 min 58 s 214 |
| Source,:      |          |     |                     |                    |                |

## Qualifications
| Pos. | Classe   | N°  | Écurie                       | Pilote                | Temps          | Écart      | Grille |
| ---- | -------- | --- | ---------------------------- | --------------------- | -------------- | ---------- | ------ |
| 1    | Hypercar | 8   | Toyota Gazoo Racing          | Brendon Hartley       | 1 min 46 s 564 | -          | 1      |
| 2    | Hypercar | 7   | Toyota Gazoo Racing          | Kamui Kobayashi       | 1 min 47 s 053 | + 0 s 489  | 2      |
| 3    | Hypercar | 2   | Cadillac Racing              | Alex Lynn             | 1 min 47 s 265 | + 0 s 701  | 3      |
| 4    | Hypercar | 6   | Porsche Penske Motorsport    | Kévin Estre           | 1 min 47 s 712 | + 1 s 148  | 4      |
| 5    | Hypercar | 50  | Ferrari - AF Corse           | Antonio Fuoco         | 1 min 47 s 739 | + 1 s 175  | 5      |
| 6    | Hypercar | 51  | Ferrari - AF Corse           | Alessandro Pier Guidi | 1 min 47 s 828 | + 1 s 264  | 6      |
| 7    | Hypercar | 5   | Porsche Penske Motorsport    | Frédéric Makowiecki   | 1 min 47 s 946 | + 1 s 382  | 7      |
| 8    | Hypercar | 99  | Proton Competition           | Gianmaria Bruni       | 1 min 47 s 964 | + 1 s 400  | 8      |
| 9    | Hypercar | 38  | Hertz Team Jota              | Will Stevens          | 1 min 48 s 555 | + 1 s 991  | 9      |
| 10   | Hypercar | 93  | Peugeot TotalEnergies        | Paul di Resta         | 1 min 48 s 987 | + 2 s 423  | 10     |
| 11   | Hypercar | 94  | Peugeot TotalEnergies        | Nico Müller           | 1 min 49 s 502 | + 2 s 938  | 11     |
| 12   | Hypercar | 4   | Floyd Vanwall Racing Team    | Esteban Guerrieri     | 1 min 50 s 682 | + 4 s 118  | 12     |
| 13   | LMP2     | 23  | United Autosports            | Tom Blomqvist         | 1 min 52 s 290 | + 5 s 726  | 13     |
| 14   | LMP2     | 36  | Alpine ELF Team              | Charles Milesi        | 1 min 52 s 561 | + 5 s 997  | 14     |
| 15   | LMP2     | 31  | Team WRT                     | Robin Frijns          | 1 min 52 s 898 | + 6 s 334  | 15     |
| 16   | LMP2     | 10  | Vector Sport                 | Gabriel Aubry         | 1 min 52 s 903 | + 6 s 339  | 16     |
| 17   | LMP2     | 22  | United Autosports            | Filipe Albuquerque    | 1 min 52 s 992 | + 6 s 428  | 17     |
| 18   | LMP2     | 9   | Prema Racing                 | Bent Viscaal          | 1 min 53 s 033 | + 6 s 469  | 18     |
| 19   | LMP2     | 34  | Inter Europol Competition    | Albert Costa          | 1 min 53 s 086 | + 6 s 522  | 19     |
| 20   | LMP2     | 63  | Prema Racing                 | Mirko Bortolotti      | 1 min 53 s 191 | + 6 s 627  | 20     |
| 21   | LMP2     | 28  | Jota                         | Pietro Fittipaldi     | 1 min 53 s 320 | + 6 s 756  | 21     |
| 22   | LMP2     | 41  | Team WRT                     | Louis Delétraz        | 1 min 53 s 580 | + 7 s 016  | 22     |
| 23   | LMP2     | 35  | Alpine ELF Team              | André Negrão          | 1 min 54 s 023 | + 7 s 459  | 23     |
| 24   | LMGTE Am | 85  | Iron Dames                   | Sarah Bovy            | 1 min 58 s 692 | + 12 s 128 | 24     |
| 25   | LMGTE Am | 777 | D'Station Racing             | Liam Talbot (de)      | 1 min 58 s 982 | + 12 s 418 | 25     |
| 26   | LMGTE Am | 25  | Oman Racing Team by TF Sport | Ahmad Al Harthy       | 1 min 59 s 161 | + 12 s 597 | 26     |
| 27   | LMGTE Am | 57  | Kessel Racing                | Takeshi Kimura        | 1 min 59 s 162 | + 12 s 598 | 27     |
| 28   | LMGTE Am | 33  | Corvette Racing              | Ben Keating           | 1 min 59 s 412 | + 12 s 848 | 28     |
| 29   | LMGTE Am | 98  | NorthWest AMR                | Ian James             | 1 min 59 s 683 | + 13 s 119 | 29     |
| 30   | LMGTE Am | 54  | AF Corse                     | Thomas Flohr          | 1 min 59 s 761 | + 13 s 197 | 30     |
| 31   | LMGTE Am | 77  | Dempsey-Proton               | Christian Ried        | 2 min 00 s 063 | + 13 s 499 | 31     |
| 32   | LMGTE Am | 83  | Richard Mille AF Corse       | Luis Pérez Companc    | 2 min 00 s 279 | + 13 s 715 | 32     |
| 33   | LMGTE Am | 56  | Project 1 - AO               | P.J. Hyett (en)       | 2 min 00 s 446 | + 13 s 882 | 33     |
| 34   | LMGTE Am | 86  | GR Racing                    | Michael Wainwright    | 2 min 01 s 275 | + 14 s 711 | 34     |
| 35   | LMGTE Am | 60  | Iron Lynx                    | Claudio Schiavoni     | 2 min 01 s 547 | + 14 s 983 | 35     |
| 36   | LMGTE Am | 21  | AF Corse                     | Franck Dezoteux (de)  | 2 min 02 s 646 | + 16 s 082 | 36     |

## La course

### Classement de la course
Voici le classement officiel au terme de la course.
- Les premiers de chaque catégorie du championnat du monde sont signalés par un fond jaune.
- Pour la colonne Pneus, il faut passer le curseur au-dessus du modèle pour connaître le manufacturier de pneumatiques.

| Pos                            | Classe   | no  | Écurie                       | Pilotes                                                     | Châssis                        | Pneus | Tours | Temps               |
| Pos                            | Classe   | no  | Écurie                       | Pilotes                                                     | Moteur                         | Pneus | Tours | Temps               |
| ------------------------------ | -------- | --- | ---------------------------- | ----------------------------------------------------------- | ------------------------------ | ----- | ----- | ------------------- |
| 1                              | Hypercar | 8   | Toyota Gazoo Racing          | Sébastien Buemi Brendon Hartley Ryo Hirakawa                | Toyota GR010 Hybrid            | M     | 249   | 8 h 01 min 25 s 308 |
| 1                              | Hypercar | 8   | Toyota Gazoo Racing          | Sébastien Buemi Brendon Hartley Ryo Hirakawa                | Toyota H8909 3,5 L V6 Bi-Turbo | M     | 249   | 8 h 01 min 25 s 308 |
| 2                              | Hypercar | 7   | Toyota Gazoo Racing          | Mike Conway Kamui Kobayashi José María López                | Toyota GR010 Hybrid            | M     | 249   | + 47 s 516          |
| 2                              | Hypercar | 7   | Toyota Gazoo Racing          | Mike Conway Kamui Kobayashi José María López                | Toyota H8909 3,5 L V6 Bi-Turbo | M     | 249   | + 47 s 516          |
| 3                              | Hypercar | 50  | Ferrari AF Corse             | Antonio Fuoco Miguel Molina Nicklas Nielsen                 | Ferrari 499P                   | M     | 249   | + 1 min 36 s 286    |
| 3                              | Hypercar | 50  | Ferrari AF Corse             | Antonio Fuoco Miguel Molina Nicklas Nielsen                 | Ferrari F163 3,0 L V6 Bi-Turbo | M     | 249   | + 1 min 36 s 286    |
| 4                              | Hypercar | 38  | Hertz Team Jota              | António Félix da Costa Will Stevens Yifei Ye                | Porsche 963                    | M     | 249   | + 1 min 37 s 248    |
| 4                              | Hypercar | 38  | Hertz Team Jota              | António Félix da Costa Will Stevens Yifei Ye                | Porsche 9RD 4,6 L V8 Bi-Turbo  | M     | 249   | + 1 min 37 s 248    |
| 5                              | Hypercar | 6   | Porsche Penske Motorsport    | Kévin Estre André Lotterer Laurens Vanthoor                 | Porsche 963                    | M     | 248   | + 1 tour            |
| 5                              | Hypercar | 6   | Porsche Penske Motorsport    | Kévin Estre André Lotterer Laurens Vanthoor                 | Porsche 9RD 4,6 L V8 Bi-Turbo  | M     | 248   | + 1 tour            |
| 6                              | Hypercar | 51  | Ferrari - AF Corse           | James Calado Antonio Giovinazzi Alessandro Pier Guidi       | Ferrari 499P                   | M     | 248   | + 1 tour            |
| 6                              | Hypercar | 51  | Ferrari - AF Corse           | James Calado Antonio Giovinazzi Alessandro Pier Guidi       | Ferrari F163 3,0 L V6 Bi-Turbo | M     | 248   | + 1 tour            |
| 7                              | Hypercar | 5   | Porsche Penske Motorsport    | Dane Cameron Michael Christensen Frédéric Makowiecki        | Porsche 963                    | M     | 247   | + 2 tours           |
| 7                              | Hypercar | 5   | Porsche Penske Motorsport    | Dane Cameron Michael Christensen Frédéric Makowiecki        | Porsche 9RD 4,6 L V8 Bi-Turbo  | M     | 247   | + 2 tours           |
| 8                              | Hypercar | 94  | Peugeot TotalEnergies        | Loïc Duval Gustavo Menezes Nico Müller                      | Peugeot 9X8                    | M     | 247   | + 2 tours           |
| 8                              | Hypercar | 94  | Peugeot TotalEnergies        | Loïc Duval Gustavo Menezes Nico Müller                      | Peugeot X6H 2,6 L V6 Bi-Turbo  | M     | 247   | + 2 tours           |
| 9                              | Hypercar | 93  | Peugeot TotalEnergies        | Mikkel Jensen Paul di Resta Jean-Éric Vergne                | Peugeot 9X8                    | M     | 247   | + 2 tours           |
| 9                              | Hypercar | 93  | Peugeot TotalEnergies        | Mikkel Jensen Paul di Resta Jean-Éric Vergne                | Peugeot X6H 2,6 L V6 Bi-Turbo  | M     | 247   | + 2 tours           |
| 10                             | Hypercar | 99  | Proton Competition           | Gianmaria Bruni Neel Jani Harry Tincknell                   | Porsche 963                    | M     | 247   | + 2 tours           |
| 10                             | Hypercar | 99  | Proton Competition           | Gianmaria Bruni Neel Jani Harry Tincknell                   | Porsche 9RD 4,6 L V8 Bi-Turbo  | M     | 247   | + 2 tours           |
| 11                             | Hypercar | 2   | Cadillac Racing              | Earl Bamber Alex Lynn Richard Westbrook                     | Cadillac V-Series.R            | M     | 246   | + 3 tours           |
| 11                             | Hypercar | 2   | Cadillac Racing              | Earl Bamber Alex Lynn Richard Westbrook                     | Cadillac LMC55R 5,5 L V8 Atmo  | M     | 246   | + 3 tours           |
| 12                             | LMP2     | 41  | Team WRT                     | Rui Andrade Louis Delétraz Robert Kubica                    | Oreca 07                       | G     | 238   | + 11 tours          |
| 12                             | LMP2     | 41  | Team WRT                     | Rui Andrade Louis Delétraz Robert Kubica                    | Gibson GK428 4,2 L V8 Atmo     | G     | 238   | + 11 tours          |
| 13                             | LMP2     | 31  | Team WRT                     | Robin Frijns Sean Gelael Ferdinand Habsburg                 | Oreca 07                       | G     | 238   | + 11 tours          |
| 13                             | LMP2     | 31  | Team WRT                     | Robin Frijns Sean Gelael Ferdinand Habsburg                 | Gibson GK428 4,2 L V8 Atmo     | G     | 238   | + 11 tours          |
| 14                             | LMP2     | 28  | Jota                         | Pietro Fittipaldi David Heinemeier Hansson Oliver Rasmussen | Oreca 07                       | G     | 238   | + 11 tours          |
| 14                             | LMP2     | 28  | Jota                         | Pietro Fittipaldi David Heinemeier Hansson Oliver Rasmussen | Gibson GK428 4,2 L V8 Atmo     | G     | 238   | + 11 tours          |
| 15                             | LMP2     | 9   | Prema Racing                 | Mirko Bortolotti Filip Ugran Bent Viscaal                   | Oreca 07                       | G     | 238   | + 11 tours          |
| 15                             | LMP2     | 9   | Prema Racing                 | Mirko Bortolotti Filip Ugran Bent Viscaal                   | Gibson GK428 4,2 L V8 Atmo     | G     | 238   | + 11 tours          |
| 16                             | LMP2     | 63  | Prema Racing                 | Mathias Beche Daniil Kvyat Doriane Pin                      | Oreca 07                       | G     | 237   | + 12 tours          |
| 16                             | LMP2     | 63  | Prema Racing                 | Mathias Beche Daniil Kvyat Doriane Pin                      | Gibson GK428 4,2 L V8 Atmo     | G     | 237   | + 12 tours          |
| 17                             | LMP2     | 34  | Inter Europol Competition    | Albert Costa Fabio Scherer Jakub Śmiechowski                | Oreca 07                       | G     | 237   | + 12 tours          |
| 17                             | LMP2     | 34  | Inter Europol Competition    | Albert Costa Fabio Scherer Jakub Śmiechowski                | Gibson GK428 4,2 L V8 Atmo     | G     | 237   | + 12 tours          |
| 18                             | LMP2     | 36  | Alpine ELF Team              | Julien Canal Charles Milesi Matthieu Vaxivière              | Oreca 07                       | G     | 237   | + 12 tours          |
| 18                             | LMP2     | 36  | Alpine ELF Team              | Julien Canal Charles Milesi Matthieu Vaxivière              | Gibson GK428 4,2 L V8 Atmo     | G     | 237   | + 12 tours          |
| 19                             | LMP2     | 23  | United Autosports            | Tom Blomqvist Oliver Jarvis Josh Pierson                    | Oreca 07                       | G     | 237   | + 12 tours          |
| 19                             | LMP2     | 23  | United Autosports            | Tom Blomqvist Oliver Jarvis Josh Pierson                    | Gibson GK428 4,2 L V8 Atmo     | G     | 237   | + 12 tours          |
| 20                             | LMP2     | 22  | United Autosports            | Filipe Albuquerque Phil Hanson Frederick Lubin (en)         | Oreca 07                       | G     | 237   | + 12 tours          |
| 20                             | LMP2     | 22  | United Autosports            | Filipe Albuquerque Phil Hanson Frederick Lubin (en)         | Gibson GK428 4,2 L V8 Atmo     | G     | 237   | + 12 tours          |
| 21                             | LMP2     | 35  | Alpine ELF Team              | Olli Caldwell André Negrão Memo Rojas                       | Oreca 07                       | G     | 236   | + 13 tours          |
| 21                             | LMP2     | 35  | Alpine ELF Team              | Olli Caldwell André Negrão Memo Rojas                       | Gibson GK428 4,2 L V8 Atmo     | G     | 236   | + 13 tours          |
| 22                             | LMGTE Am | 85  | Iron Dames                   | Sarah Bovy Rahel Frey Michelle Gatting                      | Porsche 911 RSR-19             | M     | 232   | + 17 tours          |
| 22                             | LMGTE Am | 85  | Iron Dames                   | Sarah Bovy Rahel Frey Michelle Gatting                      | Porsche 4,0 L Flat-6 Atmo      | M     | 232   | + 17 tours          |
| 23                             | LMGTE Am | 777 | D'Station Racing             | Tomonobu Fujii Casper Stevenson (en) Liam Talbot (de)       | Aston Martin Vantage AMR       | M     | 232   | + 17 tours          |
| 23                             | LMGTE Am | 777 | D'Station Racing             | Tomonobu Fujii Casper Stevenson (en) Liam Talbot (de)       | Aston Martin 4,0 L V8 Bi-Turbo | M     | 232   | + 17 tours          |
| 24                             | LMGTE Am | 98  | NorthWest AMR                | Ian James Daniel Mancinelli Alex Riberas                    | Aston Martin Vantage AMR       | M     | 232   | + 17 tours          |
| 24                             | LMGTE Am | 98  | NorthWest AMR                | Ian James Daniel Mancinelli Alex Riberas                    | Aston Martin 4,0 L V8 Bi-Turbo | M     | 232   | + 17 tours          |
| 25                             | LMGTE Am | 54  | AF Corse                     | Francesco Castellacci Thomas Flohr Davide Rigon             | Ferrari 488 GTE Evo            | M     | 232   | + 17 tours          |
| 25                             | LMGTE Am | 54  | AF Corse                     | Francesco Castellacci Thomas Flohr Davide Rigon             | Ferrari F154CB 3,9 L V8 Turbo  | M     | 232   | + 17 tours          |
| 26                             | LMGTE Am | 57  | Kessel Racing                | Takeshi Kimura Esteban Masson Daniel Serra                  | Ferrari 488 GTE Evo            | M     | 232   | + 17 tours          |
| 26                             | LMGTE Am | 57  | Kessel Racing                | Takeshi Kimura Esteban Masson Daniel Serra                  | Ferrari F154CB 3,9 L V8 Turbo  | M     | 232   | + 17 tours          |
| 27                             | LMGTE Am | 77  | Dempsey-Proton               | Julien Andlauer Christian Ried Mikkel O. Pedersen           | Porsche 911 RSR-19             | M     | 231   | + 18 tours          |
| 27                             | LMGTE Am | 77  | Dempsey-Proton               | Julien Andlauer Christian Ried Mikkel O. Pedersen           | Porsche 4,0 L Flat-6 Atmo      | M     | 231   | + 18 tours          |
| 28                             | LMGTE Am | 33  | Corvette Racing              | Nicky Catsburg Ben Keating Nicolás Varrone (es)             | Chevrolet Corvette C8.R        | M     | 231   | + 18 tours          |
| 28                             | LMGTE Am | 33  | Corvette Racing              | Nicky Catsburg Ben Keating Nicolás Varrone (es)             | Chevrolet 5,5 L V8 Atmo        | M     | 231   | + 18 tours          |
| 29                             | LMGTE Am | 86  | GR Racing                    | Ben Barker Riccardo Pera Michael Wainwright                 | Porsche 911 RSR-19             | M     | 231   | + 18 tours          |
| 29                             | LMGTE Am | 86  | GR Racing                    | Ben Barker Riccardo Pera Michael Wainwright                 | Porsche 4,0 L Flat-6 Atmo      | M     | 231   | + 18 tours          |
| 30                             | LMGTE Am | 83  | Richard Mille AF Corse       | Luis Pérez Companc Alessio Rovera Lilou Wadoux              | Ferrari 488 GTE Evo            | M     | 231   | + 18 tours          |
| 30                             | LMGTE Am | 83  | Richard Mille AF Corse       | Luis Pérez Companc Alessio Rovera Lilou Wadoux              | Ferrari F154CB 3,9 L V8 Turbo  | M     | 231   | + 18 tours          |
| 31                             | LMGTE Am | 56  | Project 1 - AO               | Matteo Cairoli P.J. Hyett (en) Gunnar Jeannette             | Porsche 911 RSR-19             | M     | 230   | + 19 tours          |
| 31                             | LMGTE Am | 56  | Project 1 - AO               | Matteo Cairoli P.J. Hyett (en) Gunnar Jeannette             | Porsche 4,0 L Flat-6 Atmo      | M     | 230   | + 19 tours          |
| 32                             | LMGTE Am | 21  | AF Corse                     | Kei Cozzolino Franck Dezoteux (de) Simon Mann               | Ferrari 488 GTE Evo            | M     | 229   | + 20 tours          |
| 32                             | LMGTE Am | 21  | AF Corse                     | Kei Cozzolino Franck Dezoteux (de) Simon Mann               | Ferrari F154CB 3,9 L V8 Turbo  | M     | 229   | + 20 tours          |
| 33                             | Hypercar | 4   | Floyd Vanwall Racing Team    | Ryan Briscoe Esteban Guerrieri Tristan Vautier              | Vanwall Vandervell 680         | M     | 217   | + 32 tours          |
| 33                             | Hypercar | 4   | Floyd Vanwall Racing Team    | Ryan Briscoe Esteban Guerrieri Tristan Vautier              | Gibson GL458 4,5 L V8 Atmo     | M     | 217   | + 32 tours          |
| Non classé                     |          |     |                              |                                                             |                                |       |       |                     |
|                                | LMGTE Am | 25  | Oman Racing Team by TF Sport | Ahmad Al Harthy Michael Dinan (en) Charlie Eastwood         | Aston Martin Vantage AMR       | M     | 217   | Non classé          |
| Aston Martin 4,0 L V8 Bi-Turbo | LMGTE Am | 25  | Oman Racing Team by TF Sport | Ahmad Al Harthy Michael Dinan (en) Charlie Eastwood         |                                | M     | 217   | Non classé          |
|                                | LMP2     | 10  | Vector Sport                 | Gabriel Aubry Ryan Cullen Matthias Kaiser                   | Oreca 07                       | G     | 216   | Non classé          |
| Gibson GK428 4,2 L V8 Atmo     | LMP2     | 10  | Vector Sport                 | Gabriel Aubry Ryan Cullen Matthias Kaiser                   |                                | G     | 216   | Non classé          |
|                                | LMGTE Am | 60  | Iron Lynx                    | Matteo Cressoni Alessio Picariello Claudio Schiavoni        | Porsche 911 RSR-19             | M     | 163   | Pilote malade       |
| Porsche 4,0 L Flat-6 Atmo      | LMGTE Am | 60  | Iron Lynx                    | Matteo Cressoni Alessio Picariello Claudio Schiavoni        |                                | M     | 163   | Pilote malade       |

## Pole position et record du tour
- Pole position :  Brendon Hartley (#8 Toyota Gazoo Racing) en 1 min 46 s 564
- Meilleur tour en course :  Kamui Kobayashi (#7 Toyota Gazoo Racing) en 1 min 50 s 139

## Tours en tête
- no 8 Toyota GR010 Hybrid - Toyota Gazoo Racing :  249 tours (1-249)[10]

## À noter
- Longueur du circuit : 5,412 km
- Distance parcourue par les vainqueurs : 1 347,588 km